# Albert von Schoch
Albert Schoch, ab 1909 Ritter von Schoch, (* 23. Juli 1860 in München; † 8. März 1943 ebenda) war ein bayerischer General der Infanterie im Ersten Weltkrieg sowie von 1940 bis zu seinem Tode Großkanzler des Militär-Max-Joseph-Ordens.

## Leben

### Herkunft
Sein Urgroßvater war der zum Tod verurteilte Schweizer Revolutionär Johann Felix Schoch (1768–1817), sein Großvater der Verwalter des Militärfohlenhofs Steingaden Johann Erhard Schoch (1788–1839). Seine Eltern waren Karl Wilhelm Schoch (1821–1868), Oberst im bayerischen Generalstab, und dessen Ehefrau Marie, geborene Heymann aus Nürnberg. Seine Brüder Gustav, Emil und Karl waren ebenfalls Generäle der bayerischen Armee.

### Militärkarriere
Schoch trat aus dem Kadettenkorps kommend am 8. August 1879 als Portepeefähnrich in das Infanterie-Leib-Regiment der Bayerischen Armee ein. Dort wurde er im November 1881 Sekondeleutnant. 1884/85 war er als Lehrer bei den topographischen Aufnahmen der Kriegsschule tätig. Von 1891 bis 1894 absolvierte Schoch die Kriegsakademie, die ihm die Qualifikation für den Generalstab aussprach. Im weiteren Verlauf seiner Militärkarriere wurde Schoch 1896 Hauptmann und als Major 1904 Bataillonskommandeur im 11. Infanterie-Regiment „von der Tann“. 1905 folgte seine Versetzung zum Generalstab des I. Armee-Korps und im Jahr darauf die Beförderung zum Oberstleutnant. Als Oberst wurde Schoch 1909 Kommandeur des 3. Infanterie-Regiments „Prinz Karl von Bayern“. Für seine Verdienste wurde er mit dem Orden der Bayerischen Krone ausgezeichnet und durfte sich nach der Eintragung in die Ritterklasse der Adelsmatrikel ab 14. Mai 1909 Ritter von Schoch nennen.
Vom 15. Oktober 1911 bis 21. April 1912 war Schoch als Nachfolger seines Bruders Karl Direktor der Kriegsakademie. Anschließend wurde er als Generalmajor Kommandeur der 3. Infanterie-Brigade in Augsburg. Dieses Kommando gab Schoch unter Beförderung zum Generalleutnant am 18. Dezember 1913 ab, als er zum Kommandeur der 1. Division ernannt wurde.
Seine Division befehligte Schoch nach Ausbruch des Ersten Weltkriegs 1914 u. a. während der Schlacht in Lothringen, vor Nancy-Épinal und an der Somme. 1915 war die Division in der Herbstschlacht bei La Bassée und Arras und den Stellungskämpfen im Artois beteiligt, 1916 nahm sie an den Schlachten um Verdun und an der Somme teil. Für seine Leistungen als Divisionskommandeur während der Kämpfe um die Vimy-Höhen wurde Schoch am 8. Februar 1916 als Ritter in den Militär-Max-Joseph-Orden aufgenommen. Mitte Januar 1917 gab Schoch die Division ab, wurde zum General der Infanterie befördert und zum Kommandierenden General des Generalkommandos z. b. V. 63 bei der Besatzungsarmee in Rumänien ernannt. Im gleichen Jahr stellte man ihn auch à la suite des 3. Infanterie-Regiments „Prinz Karl von Bayern“.
Nach Beendigung des Krieges und Rückführung nach Deutschland wurde Schoch am 19. August 1919 zur Disposition gestellt und aus dem aktiven Dienst verabschiedet.

### Ehrungen
Neben dem Militär-Max-Joseph-Orden und dem Orden der Bayerischen Krone war Schoch u. a. Inhaber des Großkreuzes des Albrechts-Ordens mit goldenem Stern und Schwertern, des Roten Adlerordens II. Klasse mit Schwertern sowie des Bayerischen Militärverdienstordens I. Klasse mit Schwertern.
Außerdem wurde die Schoch-Kaserne in Landshut im September 1938 nach ihm benannt.

### Familie
Schoch heiratete am 31. Mai 1898 in Hamburg Elise Heymann, mit der er einen Sohn hatte.